# 379. strelska divizija (ZSSR)
379. strelska divizija (izvirno rusko 379. стрелковая дивизия; kratica 379. SD) je bila strelska divizija Rdeče armade v času druge svetovne vojne.

## Zgodovina
Divizija je bila ustanovljena avgusta 1941 v Uralskem vojaškem okrožju; razpuščena je bila 30. decembra 1944.